# Petite-Synthe
Petite-Synthe (Klein-Sinten & Kleine Synthe en flamand occidental) est une ancienne commune du département français du Nord. Elle a fusionné avec Dunkerque le 1er janvier 1972 et en constitue depuis lors un quartier (au sud-ouest du centre). Elle compte environ 16 700 habitants, sa superficie est de 1 145 hectares.

## Localisation
Petite-Synthe est un quartier à caractère résidentiel, situé à l'ouest de Dunkerque.
| Fort-Mardyck  | Saint-Pol-sur-Mer | Dunkerque           |
| Grande-Synthe | Petite-Synthe     | Coudekerque-Branche |
| Spycker       | Armbouts-Cappel   | Cappelle-la-Grande  |

## Historique
Avant la Révolution française, la paroisse était incluse dans le diocèse de Thérouanne, puis à la disparition de celui-ci dans le diocèse de Saint-Omer.
En 1558, après la reprise de Calais par les Français, le Maréchal de Thermes, Paul de La Barthe de Thermes, mène une expédition française en Flandre, alors terre espagnole (Charles Quint puis Philippe II), et prend Petite-Synthe.
En 1658 après la bataille des Dunes remportée par Turenne, Dunkerque devient anglaise. La possession anglaise recouvre non seulement la ville de Dunkerque mais aussi des territoires dont certains jusque là relevaient de la châtellenie de Bergues : Mardyck, Grande Synthe, Petite Synthe, une partie d'Armbouts-Cappel, Cappelle la Grande, une partie de Coudekerque, Téteghem, Uxem, Ghyvelde, Leffrinckoucke, Zuydcoote. En 1662, Louis XIV rachète ce territoire aux Anglais, Petite Synthe devient française.
En 1802-1803, il existe sur la commune un bac appelé Bac dit Fleur du Torngalt utilisé pour franchir le canal de Mardyck et faciliter la communication entre Dunkerque et Gravelines. Un second bac plus petit, voisin du précédent est parfois emprunté.
En 1877, Petite-Synthe cède une partie de son territoire qui va devenir Saint-Pol-sur-Mer.
En 1888, Petite Synthe se situe sur la ligne de chemin de fer Dunkerque Bourbourg et dispose d'une gare.

### Première guerre mondiale
Petite-Synthe est en 1917-1918, le siège d'un commandement d'étapes, c'est-à-dire un élément de l'armée organisant le stationnement de troupes, comprenant souvent des chevaux, pendant un temps plus ou moins long, sur les communes dépendant du commandement, en arrière du front. Relèvent du commandement d'étapes, Saint-Pol-sur-Mer, Fort-Mardyck, Mardyck, Grande-Synthe, Bergues, Coudekerque-Branche, Capelle, Armbouts-Cappel. En même temps, la commune dépendait du commandement d'étapes de Téteghem.
Le 18 décembre 1917, un bombardement aérien a frappé entre 17h 50 et 18h 45 les communes de Saint-Pol-sur-Mer, Petite-Synthe et Fort-Mardyck.
En 1918, le commandement d'étapes de Petite-Synthe est transféré à Coudekerque-Branche, Petite-Synthe devenant une des communes dépendant du commandement et accueillant à ce titre des troupes.
Les 21 et 22 janvier 1918, un bombardement aérien a touché Coudekerque-Branche (6 bombes reçues), Malo-les-Bains (3 bombes), Petite-Synthe (1 bombe), Saint-Pol-sur-Mer (5 bombes). À Coudekerque, des voies de la gare de triage, dont celle doublant la voie principale Dunkerque-Hazebrouck, ont été endommagées, un bâtiment touché (vitres brisées), une bombe est tombée dans un champ, une dans le canal de Bergues. Il n'y a pas de victimes :
- à Malo-les-Bains, les trois bombes sont tombées dans le sable, ni victimes, ni dégâts.
- à Petite-Synthe, une bombe tombée dans une rue, ni victimes, ni dégâts.
- à Saint-Pol-sur-Mer, cinq bombes ont touché la ville, cinq maisons ont été détériorées, aucune victime[10].

### Depuis 1945
Le 1er janvier 1972, Petite-Synthe est rattachée à Dunkerque sous le régime de la fusion simple.

Dans les années 1980, à la suite d'un référendum, le quartier de l'Albeck est incorporé à la commune de Grande-Synthe.

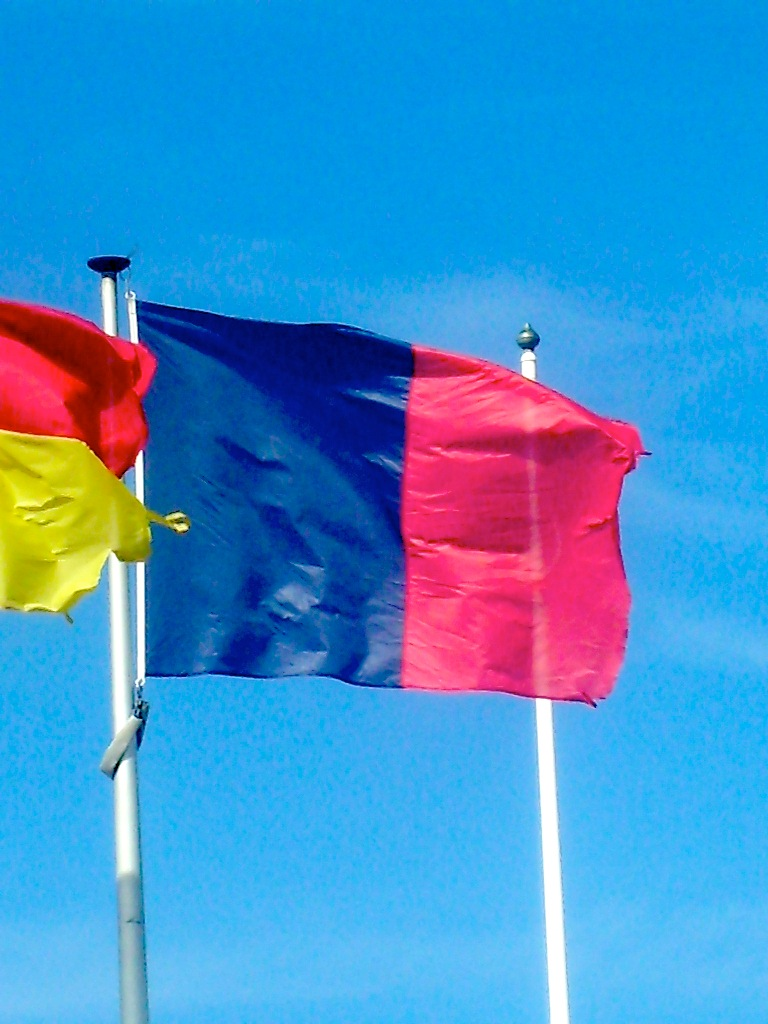
Drapeau de Petite-Synthe sur la digue

### Héraldique et vexillologie
Petite-Synthe a son propre drapeau : « coupé d'azur et de gueules ».
Les armoiries de Petite-Synthe : « D'argent à la croix ancrée de gueules cantonnée de quatre grelots de sable. »

Armoiries de Petite-Synthe.
Drapeau de Petite-Synthe.

## Quartiers
- Banc Vert
- Pont Loby
- Pasteur
- Zone Industrielle
- Progrès
- St Nicolas

## Liste des maires
Maire de 1802 à 1807 : Vinc. Fonteyne,.
Maire en 1816 : Guillaume Francois Debavelaere
Maire en 1854 : Maegherman.
Maire en 1883 1887 1888: Fr. Deschamps.
Maire de 1888 à 1911 : Aristide Fonteyne.

Maire en 1911-1914 : Edmond Devey.
| Période                                  | Période | Identité           | Étiquette | Qualité                                                                                              |
| ---------------------------------------- | ------- | ------------------ | --------- | --- |
| 1866                                     | 1871    | Alexandre Capon    |           | Maire de Saint-Pol-sur-Mer de Janvier à octobre 1878.                                                |
| 1871                                     | 1874    | Benjamin Bayard    |           | |
| 1875                                     | 1875    | Louis Dekeuwer     |           | |
| 1919                                     | 1929    | Louis Dewèvre      |           | Médecin                                                                                              |
| 1929                                     | 1935    | Germain Van eecloo | URD       | Conseiller général du Canton de Dunkerque-Ouest de 1928 à 1935.                                      |
| 1935                                     | 1940    | Arthur Debyser     |           | |
| 1941                                     | 1945    | Gaston Debavelaere |           | président de la délégation spéciale municipale.                                                      |
| 1945                                     | 1947    | Constant Hecquet   |           | |
| 1947                                     | 1951    | Albert Barbary     |           | |
| 1951                                     | 1969    | Paul Dessinguez    |           | |
| 1969                                     | 1971    | Edmond Schapman    |           | Vice-président de la Communauté urbaine de Dunkerque de 1968 à 1971.                                 |
| 1971                                     | 1972    | André Sion         | CNI       | PDG d'une société de transport, Vice-président de la Communauté urbaine de Dunkerque de 1971 à 1977. |
| Les données manquantes sont à compléter. |         |                    |           | |

## Liste des maires-adjoints
| Période                                  | Période  | Identité         | Étiquette | Qualité |
| ---------------------------------------- | -------- | ---------------- | --------- | --- |
| 1972                                     | 1989     | André Sion       | CNI       | PDG d'une société de transport, Conseiller communautaire à la Communauté urbaine de Dunkerque de 1983 à 1989. |
| 1989                                     | 2001     | Philippe Paresys | PS        | Conseiller général de Dunkerque-Ouest de 2001-2008, Conseiller communautaire à la Communauté urbaine de Dunkerque de 1995 à 2001. |
| 2001                                     | 2014     | Marie Fabre      | PS        | Député suppléante de la douzième circonscription du Nord de 2007 à 2012, Vice-Présidente du Conseil Général du Nord de 2011 à 2015, Conseillère générale de Dunkerque-Ouest de 2008 à 2015, Vice-présidente de la Communauté urbaine de Dunkerque de 2008 à 2014.                                                                           |
| 2014                                     | 2020     | Leïla Naïdji     | SE        | Professeur des écoles, Conseillère communautaire à la Communauté urbaine de Dunkerque depuis le 17 avril 2014. |
| 2020                                     | En cours | Johan Bodart     | SE        | Technicien supérieur. Adjoint au Maire de Dunkerque depuis mai 2020. Directeur de campagne pour les élections municipales 2020 et les élections Départementales 2021. Directeur de campagne de Christine Decodts en 2022 à l’occasion des élections législatives, Mme Decodts fut élue le 19 juin 2022 première femme députée de Dunkerque. |
| Les données manquantes sont à compléter. |          |                  |           | |
| Les données manquantes sont à compléter. |          |                  |           | |

## Monuments
- Église Saint Antoine de Padoue
- Église Saint Nicolas

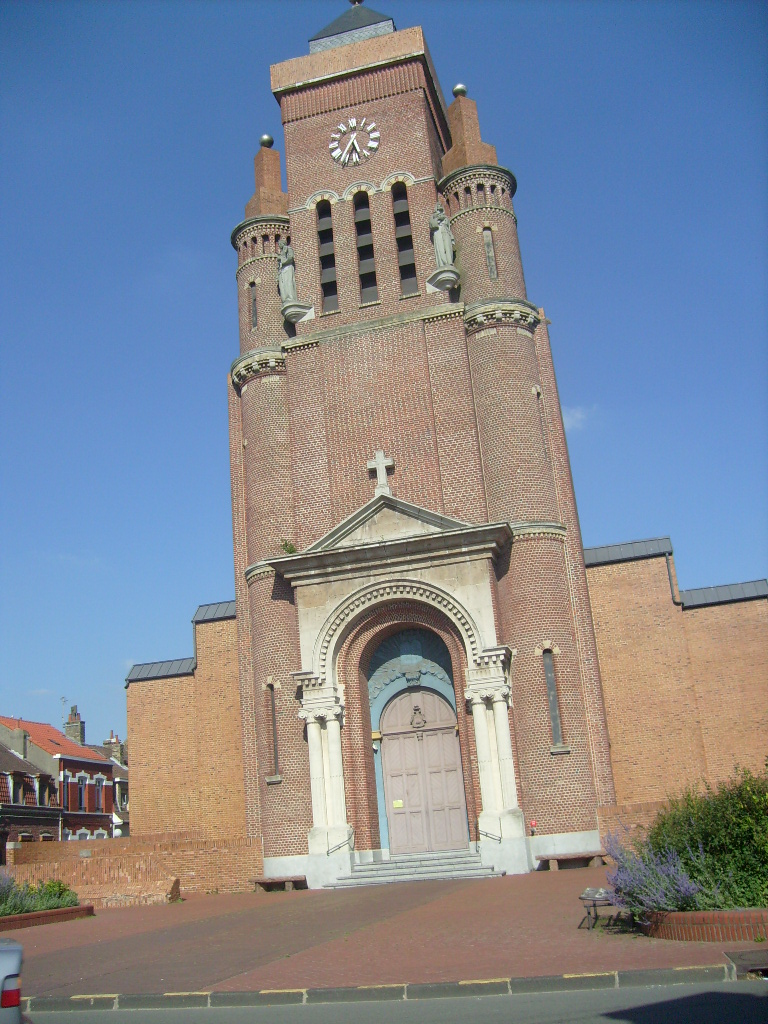
Église Saint-Antoine de Padoue

- Château d'eau, 1967-1968, conçu par Le Corbusier.
- Ancienne école pour garçons

## Éducation
- 8 écoles maternelles et primaires publiques
- 1 école maternelle et primaire privée
- 7 écoles élémentaires publiques
- 1 écoles élémentaire privée
- 2 collèges publics
- 1 école régionale des Beaux-Arts
- 1 école de musique[38]
- 1 lycée public : le lycée de l'Europe

## Folklore
- Carnaval (le samedi suivant le mardi-gras)
- La Saint Martin (le 10 novembre)
- La Fête du Fort
- Sa fête foraine.
- Marché local le mardi matin place Saint Nicolas et le jeudi matin place Louis XIV.

## Sécurité
- 1 Police Municipale

## Personnalité
- Jean-Noël Vandaele, artiste peintre, a vécu au Collège Michel De Swaen de 1977 à 1979.
- Jean-Baptiste Trystram (fils), Sénateur du Nord et Président de la Chambre de commerce de Dunkerque est décédé à Petite-Synthe.
- Edmond-Louis Blomme (1828-1910), écrivain de langue française et flamande, y fut instituteur.